# Lagrasse
Lagrasse è un comune francese di 624 abitanti situato nel dipartimento dell'Aude nella regione dell'Occitania. Il comune fa parte dell'associazione Les Plus Beaux Villages de France che riunisce i più bei borghi francesi.

## Storia
La storia del paese si confonde con quella dell’abbazia Santa Maria di Lagrasse che cominciò con l’insediamento, nella vallata, di Nimfridius con alcuni compagni. Essi costruirono un monastero, che venne riconosciuto da Carlomagno nel 778. L’abbazia di Lagrasse diventerà più tardi una delle più importanti abbazie della Francia.

## Monumenti e luoghi d'interesse
- Il borgo, con un ponte del XII secolo e alcuni resti delle mura
- L'abbazia di Santa Maria di Lagrasse sulla riva del fiume Orbieu di fronte al borgo
- Il Pont-Vieux (ponte vecchio) del 1303, rimaneggiato nel XVII e XIX secolo
- La chiesa di San Michele, di stile gotico
- I ruderi del prieuré Saint-Michel de Nahuze
- Prieuré de Mirailles
- La cappella Notre-Dame du Carla
- Il mercato coperto del XIV secolo

## Società

### Evoluzione demografica
Abitanti censiti